# Georg Bruns
Karl Eduard Georg Bruns (født 24. februar 1816 i Helmstedt, død 10. december 1880 i Berlin) var en tysk jurist. Han var sønnesøn af Paul Jakob Bruns.
Bruns blev Dr. jur. 1838 i Tübingen, 1839 advokat, samme år privatdocent i Tübingen, 1844 ekstraordinær professor sammesteds, 1849 ordinær professor i Rostock, 1851 i Halle a. S., 1859 i Tübingen, 1861 i Berlin, hvor han beklædte rektoratet i krigsårene 1870-71 (Deutschlands Sieg über Frankreich, 1870, Hohenzollern, Preussen, Deutschland, 1871). Påvirket filosofisk af Hegel, historisk og praktisk af Schrader og Wächter, blev det historiske element det fremherskende i Bruns forfatterskab. 
Hans værdifulde skrift Das Recht des Besitzes im Mittelalter und in der Gegenwart (1848) er et vigtigt supplement til Savignys berømte værk; af betydeligt værd er Bruns fremstilling af romerretten i von Holtzendorffs retsencyklopædi, hans udgave af Fontes iuris Romani antiqui (1860, 5. og 6. udgave ved Theodor Mommsen, 7. udgave 1909 ved Otto Gradenwitz) og den af ham sammen med Eduard Sachau offentliggjorte Syrisch-römiches Rechtsbuch aus dem 5. Jahrhundert (1880). 
Foruden en række fortrinlige tidsskriftafhandlinger kan af Bruns arbejder endnu fremhæves: Das Wesen der bona fides bei der Ersitzung (1872), Die Besitzklagen des römischen und heutigen Rechts (1874) og Zur Erinnerung an Friedrich Carl von Savigny (1879). Sammen med Rudorff, Roth, Merkel og Böhlau stiftede Bruns 1861 "Zeitschrift für Rechtsgeschichte". Hans søn Ivo Bruns udgav 1882 faderens Kleinere Schriften (I-II) med biografisk og bibliografisk indledning. 
Bruns sympatetiske personlighed omtales også som sådan af Georg Brandes i dennes Levned. Et Tiaar (1907), side 303.